# Вікіпедія мовою інтерлінгва
Вікіпедія мовою інтерлінгва (інтерл. Wikipedia in interlingua) — розділ Вікіпедії штучною мовою інтерлінгва. Створена у 2003 році. Вікіпедія мовою інтерлінгва станом на 26 березня 2025 року містить 29 893 статті, 54 016 зареєстрованих користувачів, 52 активних дописувачів, 6 адміністраторів
. Загальна кількість сторінок у Вікіпедії мовою інтерлінгва — 45 301, редагувань — 673 394, завантажених файлів — 4
. Глибина (рівень розвитку мовного розділу) Вікіпедії мовою інтерлінгва дуже мала і становить лише 3.9 пунктів
. 

## Історія
- Лютий 2003 — створена 100-та стаття[3].
- Серпень 2003 — створена 1 000-на стаття[3].
- Грудень 2011 — створена 10 000-на стаття[3].
- Січень 2016 — створена 15 000-на стаття[4].